# 马利克·奥巴马
阿邦戈·马利克·“罗伊”·奥巴马（英語：Abon'go Malik "Roy" Obama，1958年3月—）为肯尼亚及美国商人和政治家，是美国前总统贝拉克·奥巴马同父异母的兄长，同时也是肯尼亚经济学家老贝拉克·奥巴马的长子。

## 生平
马利克·奥巴马出生并成长于肯尼亚内罗毕，其父母分别是肯尼亚经济学家老贝拉克·奥巴马及其第一任妻子凯茜亚·奥巴马。马利克毕业于内罗毕大学，并于该校获得了会计学学位。马利克于1985年首次见到其弟弟贝拉克·奥巴马，当时贝拉克从芝加哥搭乘飞机前往华盛顿哥伦比亚特区探望马利克。后来这对兄弟在各自的婚礼上互相给对方当伴郎。结婚三年后，贝拉克与其妻子米歇尔·奥巴马迁往肯尼亚进行了寻根之旅，并在此期间再次见到了马利克及其初次见面时所见到的一众亲戚。马利克本人是穆斯林。
马利克·奥巴马目前居住于奥巴马家族的家族出身地科盖洛村，该地是一个人口仅有数千人的村庄。根据马利克本人的说法，相较于城市的快节奏生活，他更喜欢这里的慢节奏生活。而在2004年之前，马利克在距离其住家30分钟车程的小镇经营着一家小型电子产品商店。尽管奥巴马家族成员分布于世界各地，但依旧有很多成员坚持认为维多利亚湖畔的村庄才是真正的家乡，很多离开家乡的人已经在文化上迷失了自我。
马利克·奥巴马具有美国及肯尼亚的双重国籍，并且经常到访美国，甚至每年都会在华盛顿特区担任顾问长达数个月之久。自2016年起，马利克·奥巴马为马里兰州的登记选民。

## 政治生涯
在2008年奥巴马参选总统期间，马利克为奥巴马家族肯尼亚支系的发言人，负责处理因媒体关注而引发的安全及隐私问题。
马利克·奥巴马在2013年时曾参选夏亞县县长，其选举口号为“奥巴马在这里，奥巴马在那里”。“奥巴马在那里”指的是其同父异母弟，时任美国总统的贝拉克·奥巴马。然而马利克最终只获得了2,792票，落后于最终获胜者约140,000票。
马利克·奥巴马在2016年美国总统选举中支持共和党候选人唐纳德·特朗普，并以特朗普的嘉宾身份出席了第三场总统选举辩论活动。
据报道称，马利克·奥巴马在2020年6月12日公开宣布支持特朗普爭取连任总统，并于該周晚些时候公开了一份关于前总统贝拉克·奥巴马的“出生证明”，以支持奥巴马总统出生于外国的阴谋论。然而该“出生证明”被指出错误百出，其中甚至声称奥巴马总统于1961年出生于肯尼亚共和国，但实际上该国建立于1964年12月12日。此外这份“出生证明”上还盖有一个含有“南澳大利亚州”字样的印章，更能证明其虚假性。包括其妹妹奥马·奥巴马在内的很多人都对马利克伪造出生证明的行为表示了谴责。